# Lied der Vrijlating
Het Lied der Vrijlating is een Hurro-Hettitisch epos dat in 1983-85 werd ontdekt in de vroegere tempels van Hattušas bij de huidige Turkse stad Boğazköy. Het is bewaard in een reeks tweetalige kleitabletten, waarvan Erich Neu in 1996 een becommentarieerde transliteratie en vertaling verzorgde.

## Datering
Specialisten van de Hettitische cultuur dateren de gebruikte taal paleografisch rond 1.400 v.Chr. De Hurritische brontekst is in een archaïserende stijl geschreven en wordt in de 17e eeuw v.Chr. gesitueerd.

## Inhoud
De tekst, die minstens vijf kleitafels beslaat, bestrijkt verschillende genres uit de Hurritische literatuur. Door ontbrekende delen is de volgorde en narratieve structuur moeilijk te reconstrueren. De titel Lied der Vrijlating blijkt uit een colofon.
Het gedicht begint met het introduceren van de dondergod Teššub en onderwereld-zonnegodin Allani. Teššub dreigt de stad Ebla en haar godin Ishara met vernietiging als de zonen van Igingalliš, die al tien generaties in slavernij verkeren, niet worden vrijgelaten. In de tweede en derde tafel volgt een reeks parabels over mensen, dieren en voorwerpen die zich schuldig maken aan hybris. Ze behoren tot de wijsheidsliteratuur, hoewel sommige een vrij obscene kant op gaan. Dan keert het epos terug naar het mythologische verhaal van Teššub, die naar de onderwereld gaat voor een feest in het paleis van Allani en er vast komt te zitten.
In het vervolg wordt terug aangeknoopt bij het verzoek van Teššub aan koning Megi van Ebla om de slaven uit de stad Igingalliš en hun gevangen leider Purra vrij te laten. De koning legt het verzoek voor aan de Raad der Ouden, die na een redevoering van Zazalla weigert ("Als we ze vrijlaten, wie zal ons dan ons eten opdienen?"). Daarop wordt de stad vernietigd. Het verhaal wordt geduid als een etiologie van de reële vernietiging van Ebla bij de verovering door koning Hattusili I of zijn opvolger Mursili I.

## Belang
De vondst van de tekst betekende een doorbraak in de ontcijfering van het Hurritisch. Het is een taal waarvan het bestaan zelf vergeten was, tot in 1887 een brief van koning Tušratta van Mitanni aan farao Amenophis III werd opgegraven. Dankzij het Lied der Vrijlating kon men verder gaan dan een louter fonetisch begrip.
Het Lied der Vrijlating geeft ook inzicht in de denkwereld van de oude culturen uit het Nabije Oosten. Het toont aan dat politieke autonomie er een belangrijk ideaal was, dat pas in de Late bronstijd meer en meer in de verdrukking zou komen.